# 蔡守愚
蔡守愚（1552年—1621年），字體言，號發吾，福建泉州府同安縣（金門瓊林）人，明朝政治人物。萬曆丙戌進士，官至雲南左布政使。

## 生平
萬曆十三年（1585年）乙酉科福建鄉試七十名，萬曆十四年（1586年）丙戌科會試七十六名，登二甲第十三名進士。都察院观政，初授南儀制司主事，官五载丁母忧归。二十三年复除工部屯田司主事，督理易州、龙湾二厂，二十六年升虞衡司员外郎，又擢都水司郎中，九月升四川副使，分巡上川南道。二十九年四月升四川右参政，整饬威茂道。三十一年四月升本省按察使，三十四年升右布政使，仍管川南事，三十六年五月调建昌道。三十七年五月，建昌土官安世隆者为其仆那固所弑，妻禄氏索那固杀之，乌蒙土官禄承爵垂涎其爵土，纵兵要挟，必得禄氏继职，而阴图易嬴之计。蔡守愚因此事变戴罪平乱，三十九年升雲南左布政使，寻引病乞休归。

## 家族
五代时由河南固始迁到福建同安之浯州，有十七郎者入赘于平林之陈氏，五传至静山公，平林蔡始大。又六传至孔璋，即蔡守愚曾祖蔡宜勉；祖父蔡宗道，號朋山，曾任鄉飲賓；祖母吴氏。父蔡希旦，號中溪，死于嘉靖倭乱。母許氏，累赠淑人。慈侍下。兄守畏、首選（生员）、首荐、首鰲。弟有麟（生员）、家驹（监生）、一復、献臣，俱生员；献谟。
子蔡调玑、蔡调珩、蔡调瓒。

## 墓葬
卒後與其妻許氏合葬于金寧鄉湖南村南郊坡頂，俗稱馬仔墓。墓園寬敞，整體保存完備。